# Moorbahn Burgsittensen

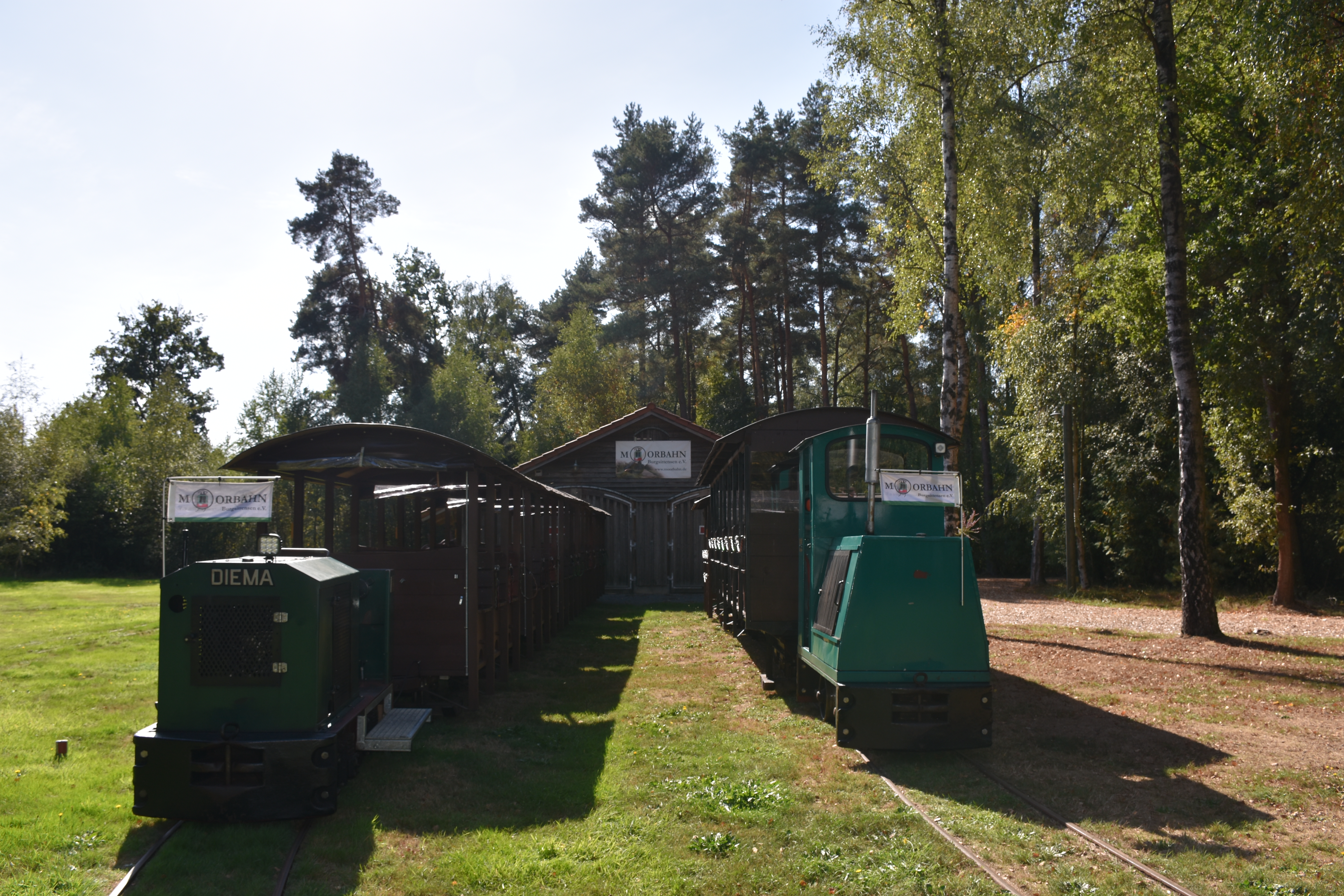
Feldbahnen des Vereins Moorbahn Burgsittensen e.V.

Die Moorbahn Burgsittensen ist eine Feldbahn mit 600 mm Spurweite, die aus einer ehemaligen Torfbahn entstanden ist.
Sie diente von 1931 bis Ende 1999, als die letzten Torfabbaulizenzen in Tiste bei Sittensen erloschen waren, zur Abfuhr des Torfes, der unter anderem als Brennstoff benutzt wurde. Da die Moorbahn zu einem festen Bestandteil der Dorfgeschichte geworden war, wurde der Verein Moorbahn Burgsittensen e. V. gegründet, um die Bahn zu erhalten. Heute wird die Schmalspurbahn touristisch genutzt. Gruppen können mit ihr zu einem Aussichtsturm gefahren werden, der einen Überblick über das Tister Bauernmoor ermöglicht. Es existiert auch ein Wanderweg zum Aussichtsturm, Moorführungen zu Fuß werden auch angeboten.